# Kansas City Film Critics Circle Award
O Kansas City Film Critics Circle Award,é um grupo de críticos de cinema de mídia na área metropolitana de Kansas City. James Loutzenhiser , psiquiatra e fã de cinema local, que morreu em novembro de 2001, fundou o grupo em 1967 O relatório anual Film Awards são agora chamados de Os Loutzenhiser Prêmios.
A organização afirma que é "associação segunda mais antigos críticos de cinema profissionais" nos Estados Unidos, "os (por trás do New York Film Critics Círculo).